# Ulema
Un ulema (de l'àrab علماء, ʿulamāʾ, sing. عالم, ʿālim, lit. ‘savi’) és un doctor de la llei islàmica expert en qüestions jurídiques i teològiques.
En àrab el mot àlim significava i significa ‘savi’, ‘aquell que sap’, ‘aquell que té l'ilm (el saber, la ciència)’, però en català ens ha arribat en l'accepció tècnica de ‘savi en dret’ (en ciència jurídica) i en plural. El fet que el mot s'hagi introduït a la llengua catalana —així com a la majoria de llengües europees— a partir del plural es deu al fet que, en l'islam clàssic, el conjunt dels savis en dret, els ulamà, esdevingueren un estament privilegiat encarregat de salvaguardar l'ortodòxia (fos quina fos, en cada moment, aquesta ortodòxia) i, com que la seva importància provenia de la seva condició de casta o grup, més que no pas dels seus membres individuals, el nom s'introduí entre els islamòlegs a partir del plural.
L'organització i poders dels ulemes com a grup i individualment han canviat al llarg del temps, al llarg de la geografia islàmica i segons la pertinença a una o altra branca o escola de l'islam.

## Ulemes notoris
- Beligh Mehmed Emin
- Xarif ul-Menar-zade
- Beligh Mehmed Emin
- Càssim ibn Ferro
- Nik Abdul Aziz Nik Mat
- Fadl Allah Nuri